# Бледа месечева светлост
Бледа месечева светлост је роман научне фантастике српског писца Милета Јанковића Белог, што је псеудоним познатог биолога и еколога проф. др Милорада Јанковића.
Роман је објављен као 27. књига у едицији „Знак Сагите“ 1992. године. 

## Радња
Радња се одвија у граду Л. у некој неодређеној земљи и неодређеном времену. Павле је типичан човек свог света: мирни чиновник, са љубављу према филателији. Он ће ускоро открити да његов свет није миран, већ да се у њему води борба између људи произашлих од човеколиких мајмуна и оних насталих од шкорпија...

## Пријем код критике
За ову књигу критичар Илија Бакић каже: „Бледа месечева светлост потврда је ауторовог озбиљног промишљања тема којима се СФ бави (у овом случају то су паралелне еволуције) те њихове темељне, студиозне обраде. (...) Први утисак са којим се читалац романа сусреће јесте да је књигу писао неко ко је велики поштовалац руских класика. (...) Упркос понеким претеривањима (посебно кад су у питању сакупљачи поштанским марака) чињеница је да аутор успева да нас уведе у један, назовимо га, ’старински свет’, што је доказ да пред собом имамо писца који жели и уме да створи атмосферу у свом делу. (...) Упркос свим манама, овај роман, као једно нетипично али успешно дело у савременој домаћој СФ продукцији, заслужује пажњу“.